# Oktogon (métro de Budapest)
Oktogon est une station du métro de Budapest. Elle est sur la  .

## Lieu remarquable à proximité
- Oktogon
- Andrássy út
- Nagykörút
- Maison de la terreur